# Карп, Лилиан Александрович
Лилиан Александрович Карп (рум. Lilian Carp; род. 12 октября 1978, Замчоджь, Страшенский район) — молдавский политик, депутат Парламента Республики Молдова IX, X и XI созывов. В прошлом депутат Либеральной партии, ныне член партии «Действие и солидарность».

## Профессиональная карьера
Окончил общеобразовательную школу в селе Редены Страшеньского района, в 1993—1996 годах учился в Кишинёвском технологическом колледже. В 1996—2001 годах — студент факультета истории и этнопедагогики Государственного педагогического университета имени Иона Крянгэ (профессия — учитель истории), окончил в 2002 году магистратуру. С 12 октября 1998 года по 31 декабря 2001 года преподаватель республиканского лицея-интерната спортивного профиля.
С 2002 года преподавал в Государственном университете физического воспитания и спорта, был президентом Молдавской федерации водного поло, в том же году поступил в докторантуру Государственного педагогического университета имени Иона Крянгэ. В 2009—2014 годах был главой кабинета генерального примара (мэра) Кишинёва (пост занимал вице-председатель Либеральной партии Дорин Киртоакэ). В 2011—2014 годах был членом Страшенского районного совета.

## Политическая карьера
С 2006 года член Либеральной партии, позже стал вице-председателем партии и руководителем её территориальной организации в Страшенах. Избран в Парламент Республики Молдова в ноябре 2014 года, занимая 10-е место в списке Либеральной партии, однако ближе к концу созыва дистанцировался от партии. В 2012—2014 годах входил в совет директоров предприятия S.A. Apă-Canal, 9 декабря 2014 года исключён оттуда вместе с тремя другими членами совета.
В феврале 2019 года переизбран в парламент Республики Молдова от блока ACUM, победив на избирательном округе № 21 — Криуляны демократа Вячеслава Бурлака. Переизбран в 2021 году в парламент Республики Молдова, член фракции партии «Действие и солидарность», председатель парламентского комитета по национальной безопасности, обороне и общественному порядку.
14 апреля 2022 года парламентом Республики Молдова был принят законопроект о поправках в Кодекс о правонарушениях, предусматривающий запрет демонстрации и использования Георгиевской ленты и ряда других советских и российских символов: инициатором подобных поправок был именно Карп, за что его осудил бывший президент Владимир Воронин.

## Семья
Дед — Николай Иванович Карп (1919 г.р., уроженец Липканского района Молдавской ССР), ефрейтор 804-го стрелкового полка 229-й Одерской стрелковой дивизии; кавалер ордена Славы III степени (24 мая 1945) и ордена Отечественной войны II степени (6 апреля 1985). Орденом Славы был награждён за то, что 2 мая 1945 года в бою по уничтожении группировки немцев захватил в плен трёх солдат и привёл их на командный пункт.